# Station Olekszyn
Station Olekszyn is een spoorwegstation in de Poolse plaats Łagiewniki Kościelne.